# Драйлебен
Драйлебен (нем. Dreileben) — деревня в Германии, в земле Саксония-Анхальт. Входит в состав города Ванцлебен-Бёрде района Бёрде.
Население составляет 597 человек (на 31 декабря 2006 года). Занимает площадь 15,41 км².
Впервые упоминается в 966 году. До 31 декабря 2009 года имела статус общины (коммуны). 1 января 2010 года была объединена вместе с несколькими другими населёнными пунктами, образовав новый город Ванцлебен-Бёрде. Последним бургомистром общины Драйлебен был Геро Хербст.